# Formula Tasman 1975
La stagione 1975 della Formula Tasman fu la dodicesima, e ultima, della serie; iniziò il 5 gennaio e terminò il 23 febbraio dopo 8 gare. Fu vinta dal pilota australiano Warwick Brown su una Lola T332-Chevrolet. Dall'anno seguente la serie si divise. Le gare australiane composero la Rothmans International Series, quelle neozelandesi la Peter Stuyvesant Series.

## La pre-stagione

### Calendario
Le gare valide per il campionato restano otto.
| Gara | Nome                         | Circuito                       | Giri | Lunghezza          | Data        |
| ---- | ---------------------------- | ------------------------------ | ---- | ------------------ | ----------- |
| 1    | Levin International          | Circuito di Levin              | 84   | 84x1,77=148,69 km  | 5 gennaio   |
| 2    | Gran Premio di Nuova Zelanda | Circuito di Pukekohe           | 58   | 58x2,816=163,33 km | 12 gennaio  |
| 3    | Lady Wigram Trophy           | Circuito di Wigram             | 44   | 44x3,43=150,9 km   | 19 gennaio  |
| 4    | Teretonga International      | Circuito di Teretonga Park     | 62   | 62x2,575=159,65 km | 26 gennaio  |
| 5    | Oran Park 100                | Oran Park Raceway              | 61   | 61x2,61=159,2 km   | 2 febbraio  |
| 6    | Surfers Paradise 100         | Circuito di Surfers Paradise   | 50   | 50x3,21=160,5 km   | 9 febbraio  |
| 7    | Adelaide 100                 | Adelaide International Raceway | 67   | 67x2,41=161,5 km   | 16 febbraio |
| 8    | Sandown Park Cup             | Circuito di Sandown            | 52   | 52x3,11=161,5 km   | 23 febbraio |

- Con sfondo scuro le gare corse in Australia, con sfondo chiaro quelle corse in Nuova Zelanda.

## Risultati e classifiche

### Gare
| Gara | Circuito         | Tempo     | Velocità    | Pole Position   | GPV                     | Vincitore       | Vettura             |
| ---- | ---------------- | --------- | ----------- | --------------- | ----------------------- | --------------- | ------------------- |
| 1    | Levin            | 1h02'55"6 | 141,79 km/h | Graham McRae    | Graham McRae            | Graeme Lawrence | Lola-Chevrolet      |
| 2    | Pukekohe         | 1h09'53"4 | 160,22 km/h | Graham McRae    | Chris Amon              | Warwick Brown   | Lola-Chevrolet      |
| 3    | Wigram           | 50'29"7   | 179,33 km/h | Graham McRae    |                         | Graham McRae    | McRae-Chevrolet     |
| 4    | Teretonga        | 1h02'20"2 | 158,75 km/h | Graham McRae    | Graeme Lawrence         | Chris Amon      | Talon-Chevrolet     |
| 5    | Oran Park        | 1h09'10"7 | 138,09 km/h | Warwick Brown   | Warwick Brown           | Warwick Brown   | Lola-Chevrolet      |
| 6    | Surfers Paradise | 57'30"1   | 167,46 km/h | Warwick Brown   | Warwick Brown           | Johnnie Walker  | Lola-Repco Holden   |
| 7    | Adelaide         | 56'24"1   | 171,79 km/h | Graeme Lawrence | Graeme Lawrence         | Graeme Lawrence | Lola-Chevrolet      |
| 8    | Sandown          | 54'39"6   | 177,29 km/h | Johnnie Walker  | John Goss Warwick Brown | John Goss       | Matich-Repco Holden |

### Classifica piloti
Al vincitore vanno 9 punti, 6 al secondo, 4 al terzo, 3 al quarto, 2 al quinto e 1 al sesto. Non vi sono scarti.
| Punti | 9 | 6 | 4 | 3 | 2 | 1 |

| Pos | Pilota          | LEV | NZL | LWT | TER | ORA | SUR | ADE | SAN | Pts   |
| --- | --------------- | --- | --- | --- | --- | --- | --- | --- | --- | ----- |
| 1   | Warwick Brown   | 2   | 1   | Rit | Rit | 1   | 8   | 2   | 6   | 31    |
| 2   | Graeme Lawrence | 1   | 3   | 5   | 9   | 2   | 9   | 1   | Rit | 30    |
| =   | Johnnie Walker  | 4   | 4   | 3   | 4   | 3   | 1   | 3   | Rit | 30    |
| 4   | John McCormack  | 8   | 6   | 2   | 2   | 5   | 5   | NP  | 2   | 23    |
| 5   | Chris Amon      | Rit | 7   | Rit | 1   | 4   | Rit | 4   | 5   | 17    |
| 6   | John Goss       |     |     |     |     | Rit | 3   | Rit | 1   | 13    |
| 7   | Graham McRae    | Rit | Rit | 1   | NP  | 8   | 4   |     |     | 12    |
| =   | Kevin Bartlett  | 3   | Rit | Rit | 3   | 10  | 6   | Rit | 4   | 12    |
| 9   | Ken Smith       | 5   | 5   | 9   | 8   | 6   | 2   | Rit | 7   | 11    |
| =   | Max Stewart     | Rit | 8   | 4   | 5   | 7   | Rit | 5   | 3   | 11    |
| 11  | Jim Murdoch     | 6   | 2   | 7   | Rit | NP  |     | 7   | Rit | 7     |
| 12  | Garrie Cooper   |     |     |     |     | Rit | 7   | 6   | 8   | 1     |
| =   | Baron Robertson | 9   | 11  | NP  | 6   |     |     |     |     | 1     |
| =   | David Oxton     |     |     | 6   | Rit |     |     |     |     | 1     |
| 15  | Steve Millen    | 7   | 9   | 10  | 7   |     |     |     |     | 0     |
| 16  | Jim Murdoch     |     |     | 7   | Rit | NP  |     | 7   | Rit | 0     |
| 17  | John McCormack  | 8   |     |     |     |     |     | NP  |     | 0     |
| =   | Ian Douglass    |     |     |     |     |     | Rit | 8   | Rit | 0     |
| =   | Neil Doyle      | NA  | NA  | 8   | Rit |     |     |     |     | 0     |
| 20  | Chris Milton    |     |     |     |     |     | 10  | 9   | 10  | 0     |
| 21  | Kevin Lory      |     |     |     |     | 9   |     |     |     | 0     |
| =   | Jon Davison     |     |     |     |     | Rit |     | NP  | 9   | 0     |
| 23  | Robbie Booth    | NA  | 10  | NA  | NA  |     |     |     |     | 0     |
| 24  | Frank Bray      | Rit | 12  | NA  | NA  |     |     |     |     | 0     |
|     | Graham Baker    | Rit | NA  | Rit |     |     |     |     |     | -     |
|     | John Leffler    |     |     |     |     | Rit |     | Rit | Rit | -     |
|     | Stephen Fraser  |     |     |     |     |     |     | Rit |     | -     |
|     | Evan Noyes      | NP  | NA  | NA  | NA  |     |     |     |     | -     |
|     | Murray Baker    | NA  |     | NQ  | NA  |     |     |     |     | -     |
|     | Keith Laney     |     |     | NQ  |     |     |     |     |     | -     |
|     | Bill David      |     | NA  | NA  | NA  |     |     |     |     | -     |
| Pos | Pilota          | LEV | NZL | LWT | TER | ORA | SUR | ADE | SAN | Punti |

| Colore  | Risultati                                                         |
| ------- | ----------------------------------------------------------------- |
| Oro     | Vincitore                                                         |
| Argento | 2º posto                                                          |
| Bronzo  | 3º posto                                                          |
| Verde   | Finita, a punti                                                   |
| Blu     | Finita, senza punti Finita, non classificato (NC)                 |
| Viola   | Non finita (Rit)                                                  |
| Rosso   | Non qualificato (NQ) Non pre-qualificato (NPQ)                    |
| Nero    | Squalificato (SQ)                                                 |
| Bianco  | Non partito (NP)                                                  |
| Celeste | Disputa solo le prove (SP)                                        |
| Celeste | Iscritto alle prove libere - Terzo pilota (TP) - dal 2003 al 2006 |
| Vuoto   | Non prende parte alle prove (NPR)                                 |
| Vuoto   | Iscritto ma non presente, non arrivato (NA)                       |
| Vuoto   | Ritirato prima dell'evento (WD)                                   |
| Vuoto   | Infortunato (INF)                                                 |
| Vuoto   | Escluso (ES)                                                      |
| Vuoto   | Gara cancellata (C)                                               |